# Chaloenus pubescens
Chaloenus pubescens es un coleóptero de la familia Chrysomelidae.
Fue descrita científicamente en 2005 por Medvedev.